# Justin Germain Casimir de Selves
Justin Germain Casimir de Selves (19 de julho de 1848, Toulouse - 12 de janeiro de 1934, Paris) foi um advogado, militar, funcionário público e político francês, que ocupou os cargos de Ministro dos Assuntos Exteriores entre 1911 e 1912 e Ministro do Interior em 1924, assim como foi Presidente do Senado.
Foi condecorado como cavaleiro da Legião de Honra em 1881.
Ocupou os cargo de prefeito nas seguintes cidades da França: Tarn-et-Garonne de 6 março de 1880 à 1882; Oise maio de 1882 à 16 maio de 1882; Meurthe-et-Moselle , por decreto, de 25 de abril de 1885, a 1 de maio de 1885 e Gironde, por decreto, de 8 setembro de 1885 à 21 de janeiro de 1890.